# MGMT (album)
Albums de MGMT
Congratulations
(2010) Little Dark Age
(2018)
Singles
1. Alien Days
Sortie : 20 avril 2013
2. Your Life is a Lie
Sortie : 5 août 2013
3. Cool Song No. 2
Sortie : 18 septembre 2013

MGMT est le troisième album studio du groupe américain MGMT, sorti le 16 septembre 2013 en Europe, et le 17 septembre 2013 aux États-Unis, sous le label Columbia.
Le premier extrait issu de l'album, Alien Days, est sorti lors du Record Store Day 2013, le 20 avril, au format cassette.
Avant l'annonce du tracklisting, le groupe a déclaré qu'une reprise du morceau de Faine Jade, Introspection, serait présente sur l'album ainsi qu'un morceau intitulé Mystery Disease, déjà joué en concert, et Alien Days donc.
Le 22 juillet 2013, le groupe dévoile la pochette de l'album via une animation GIF sur son site officiel. Sur son compte Facebook, le groupe profite du hashtag « #RoyalBaby », très utilisé par les internautes à la suite de l'accouchement attendu de Kate Middleton qui donnera naissance à George de Cambridge, pour promouvoir l'artwork de l'album.
Le 5 août 2013, le deuxième single Your Life is a Lie est mis en ligne, accompagné d'un clip réalisé par Tom Kuntz (en).
Le 4 septembre 2013, une bande-annonce de plus de six minutes est mise en ligne pour promouvoir la sortie de l'album. On y entend des extraits de Cool Song No. 2, Mystery Disease, I Love You Too, Death, Introspection, Your Life is a Lie et A Good Sadness.
Le 10 septembre 2013, l'album est mis en écoute sur Deezer ainsi que sur Rdio.

## Réception

### Critique
L'album a globalement été bien accueilli par les critiques spécialisées. Sur le site Metacritic, l'album obtient une note de 62/100 basée sur 36 critiques. Les Inrockuptibles évoquent un « troisième album radieux, illuminé et ravissant » avec lequel « MGMT continue de brouiller les cartes ». La revue place l'album à la soixante-deuxième place de son « top albums 2013 ». Magic parle d'un « album sombre, audacieux et d'un abord pas toujours facile ». Le New Musical Express lui décerne la note de huit sur dix et résume l'album par ces mots : « MGMT pourrait parfois être un voyage pesant mais c'est aussi un voyage transcendantal auquel vous n'avez jamais pris part avant ».

## Pistes
| No  | Titre                                 | Durée |
| --- | ------------------------------------- | ----- |
| 1.  | Alien Days (single)                   | 5:06  |
| 2.  | Cool Song No. 2                       |       |
| 3.  | Mystery Disease                       |       |
| 4.  | Introspection (reprise de Faine Jade) |       |
| 5.  | Your Life is a Lie (single)           | 2:04  |
| 6.  | A Good Sadness                        |       |
| 7.  | Astro-Mancy                           |       |
| 8.  | I Love You Too, Death                 |       |
| 9.  | Plenty Of Girls In the Sea            |       |
| 10. | An Orphan Of Fortune                  |       |